# Campeonato Brasileño de Fútbol Serie B 2022
El Campeonato Brasileño de Serie B 2022, oficialmente Brasileirão Serie B Sportingbet 2022 por motivos de patrocinio, fue una competición de fútbol que se desarrolló en Brasil en el marco de la segunda división. El torneo comenzó el 8 de abril de 2022 y finalizó el 6 de noviembre del mismo año.

## Sistema de juego
Por diecisiete años consecutivos, la Serie B es disputada por 20 clubes en partidos de ida y vuelta por puntos. En cada ronda, los equipos juegan entre sí una vez. Los encuentros de la segunda ronda se llevan a cabo en el mismo orden que en la primera, con la localía invertida. Es declarado campeón aquel equipo que obtiene más puntos después de 38 jornadas. Al final, los cuatro mejores equipos ascienden a la Serie A 2023, al igual que los últimos cuatro descienden a la Serie C 2023 y el campeón entrará directamente en la tercera fase de la Copa de Brasil 2023 .

### Criterios de desempate
En caso de que haya dos o más equipos empatados en puntos, los criterios de desempate son:
1. Mayor número de partidos ganados.
2. Mejor diferencia de gol.
3. Mayor número de goles a favor.
4. Resultado del partido jugado entre los equipos.
5. Menor número de tarjetas rojas recibidas.
6. Menor número de tarjetas amarillas recibidas.
7. Sorteo.

## Relevos
| Pos. | Descendidos de la Serie A 2021 |
| ---- | ------------------------------ |
| 17.º | Grêmio                         |
| 18.º | Bahia                          |
| 19.º | Sport Recife                   |
| 20.º | Chapecoense                    |

| Pos. | Ascendidos de la Serie C 2021 |
| ---- | ----------------------------- |
| 1.°  | Ituano                        |
| 2.°  | Tombense                      |
| 3.°  | Novorizontino                 |
| 4.°  | Criciúma                      |

## Datos
| Equipo               | Ciudad         | Estado             | Estadio                             | Capacidad | Posición 2021 |
| -------------------- | -------------- | ------------------ | ----------------------------------- | --------- | ------------- |
| Bahia                | Salvador       | Bahía              | Arena Fonte Nova                    | 50.000    | 18.º Serie A  |
| Brusque              | Brusque        | Santa Catarina     | Estadio Augusto Bauer               | 5.000     | 13.º Serie B  |
| Chapecoense          | Chapecó        | Santa Catarina     | Arena Condá                         | 20.089    | 20.º Serie A  |
| CRB                  | Maceió         | Alagoas            | Estadio Rei Pelé                    | 17.126    | 7.º Serie B   |
| Criciúma             | Criciúma       | Santa Catarina     | Estadio Heriberto Hülse             | 19.500    | 4.º Serie C   |
| Cruzeiro             | Belo Horizonte | Minas Gerais       | Estadio Mineirão                    | 62.000    | 14.º Serie B  |
| CSA                  | Maceió         | Alagoas            | Estadio Rei Pelé                    | 17.126    | 5.º Serie B   |
| Grêmio               | Porto Alegre   | Río Grande del Sur | Arena do Grêmio                     | 55.662    | 17.º Serie A  |
| Guaraní              | Campinas       | São Paulo          | Estadio Brinco de Ouro da Princesa  | 29.130    | 6.º Serie B   |
| Ituano               | Itu            | São Paulo          | Estadio Novelli Júnior              | 18.500    | 1.º Serie C   |
| Londrina             | Londrina       | Paraná             | Estadio do Café                     | 30.000    | 16.º Serie B  |
| Náutico              | Recife         | Pernambuco         | Estadio dos Aflitos                 | 22.856    | 8.º Serie B   |
| Novorizontino        | Novo Horizonte | São Paulo          | Estadio Jorge Ismael de Biasi       | 16.000    | 3.º Serie C   |
| Operário Ferroviário | Ponta Grossa   | Paraná             | Estadio Germano Kruger              | 8.800     | 12.º Serie B  |
| Ponte Preta          | Campinas       | São Paulo          | Estadio Moisés Lucarelli            | 19.728    | 11.º Serie B  |
| Sampaio Corrêa       | São Luís       | Maranhão           | Estadio Governador João Castelo     | 40.149    | 15.º Serie B  |
| Sport Recife         | Recife         | Pernambuco         | Estadio Ilha do Retiro              | 32.983    | 19.º Serie A  |
| Tombense             | Tombos         | Minas Gerais       | Estadio Soares de Azevedo           | 13.971    | 2.º Serie C   |
| Vasco da Gama        | Río de Janeiro | Río de Janeiro     | Estadio São Januário                | 21.880    | 10.º Serie B  |
| Vila Nova            | Goiânia        | Goiás              | Estadio Onésio Brasileiro Alvarenga | 11.788    | 9.º Serie B   |

### Clubes por estado
| N | Estado             | Clubes                                      |
| - | ------------------ | ------------------------------------------- |
| 4 | São Paulo          | Guaraní, Ituano, Novorizontino, Ponte Preta |
| 3 | Santa Catarina     | Brusque, Chapecoense, Criciúma              |
| 2 | Alagoas            | CRB, CSA                                    |
| 2 | Minas Gerais       | Cruzeiro, Tombense                          |
| 2 | Paraná             | Londrina, Operário Ferroviário              |
| 2 | Pernambuco         | Náutico, Sport Recife                       |
| 1 | Bahía              | Bahia                                       |
| 1 | Goiás              | Vila Nova                                   |
| 1 | Maranhão           | Sampaio Corrêa                              |
| 1 | Río Grande del Sur | Grêmio                                      |
| 1 | Río de Janeiro     | Vasco da Gama                               |

### Entrenadores
| Listado de entrenadores | Listado de entrenadores |
| Equipo                  | Entrenador              |
| ----------------------- | ----------------------- |
| Bahia                   | Guto Ferreira           |
| Bahia                   | Enderson Moreira        |
| Bahia                   | Eduardo Barroca         |
| Brusque                 | Waguinho Dias           |
| Brusque                 | Luan Carlos             |
| Brusque                 | Gílson Kleina           |
| CRB                     | Marcelo Cabo            |
| CRB                     | Daniel Paulista         |
| Chapecoense             | Gílson Kleina           |
| Chapecoense             | Marcelo Cabo            |
| Chapecoense             | Gilmar Dal Pozzo        |
| Criciúma                | Cláudio Tencati         |
| Cruzeiro                | Paulo Pezzolano         |
| CSA                     | Mozart                  |
| CSA                     | Alberto Valentim        |
| CSA                     | Roberto Fernandes       |
| Grêmio                  | Roger Machado           |
| Grêmio                  | Renato Gaúcho           |
| Guaraní                 | Daniel Paulista         |
| Guaraní                 | Marcelo Chamusca        |
| Guaraní                 | Mozart                  |
| Ituano                  | Mazola Júnior           |
| Ituano                  | Carlos Pimentel         |
| Londrina                | Adílson Batista         |
| Náutico                 | Felipe Conceição        |
| Náutico                 | Roberto Fernandes       |
| Náutico                 | Elano                   |
| Náutico                 | Dado Cavalcanti         |
| Novorizontino           | Allan Aal               |
| Novorizontino           | Rafael Guanaes          |
| Operário Ferroviário    | Claudinei Oliveira      |
| Operário Ferroviário    | Matheus Costa           |
| Ponte Preta             | Hélio dos Anjos         |
| Sampaio Corrêa          | Léo Condé               |
| Sport Recife            | Gilmar Dal Pozzo        |
| Sport Recife            | Lisca                   |
| Sport Recife            | Claudinei Oliveira      |
| Tombense                | Hemerson Maria          |
| Tombense                | Bruno Pivetti           |
| Vasco da Gama           | Zé Ricardo              |
| Vasco da Gama           | Maurício Souza          |
| Vasco da Gama           | Emílio Faro             |
| Vasco da Gama           | Jorginho                |
| Vila Nova               | Higo Magalhães          |
| Vila Nova               | Dado Cavalcanti         |
| Vila Nova               | Allan Aal               |

## Clasificación
| Pos. | Equipo               | Pts. | PJ | G  | E  | P  | GF | GC | Dif. | Ascenso o descenso 2023 |
| ---- | -------------------- | ---- | -- | -- | -- | -- | -- | -- | ---- | ----------------------- |
| 1    | Cruzeiro (C)         | 78   | 38 | 23 | 9  | 6  | 57 | 26 | +31  | Ascienden a la Serie A  |
| 2    | Grêmio               | 65   | 38 | 17 | 14 | 7  | 50 | 26 | +24  | Ascienden a la Serie A  |
| 3    | Bahia                | 62   | 38 | 17 | 11 | 10 | 43 | 29 | +14  | Ascienden a la Serie A  |
| 4    | Vasco da Gama        | 62   | 38 | 17 | 11 | 10 | 48 | 36 | +12  | Ascienden a la Serie A  |
| 5    | Sampaio Corrêa       | 58   | 38 | 16 | 10 | 12 | 48 | 42 | +6   |                         |
| 6    | Ituano               | 57   | 38 | 15 | 12 | 11 | 42 | 34 | +8   |                         |
| 7    | Sport Recife         | 57   | 38 | 15 | 12 | 11 | 37 | 31 | +6   |                         |
| 8    | Criciúma             | 56   | 38 | 14 | 14 | 10 | 43 | 31 | +12  |                         |
| 9    | Londrina             | 53   | 38 | 14 | 11 | 13 | 36 | 37 | −1   |                         |
| 10   | Guaraní              | 51   | 38 | 13 | 12 | 13 | 33 | 36 | −3   |                         |
| 11   | CRB                  | 50   | 38 | 13 | 11 | 14 | 35 | 43 | −8   |                         |
| 12   | Ponte Preta          | 49   | 38 | 12 | 13 | 13 | 34 | 36 | −2   |                         |
| 13   | Vila Nova            | 47   | 38 | 9  | 20 | 9  | 28 | 31 | −3   |                         |
| 14   | Chapecoense          | 45   | 38 | 11 | 12 | 15 | 37 | 39 | −2   |                         |
| 15   | Tombense             | 45   | 38 | 10 | 15 | 13 | 38 | 47 | −9   |                         |
| 16   | Novorizontino        | 44   | 38 | 11 | 11 | 16 | 44 | 49 | −5   |                         |
| 17   | CSA                  | 42   | 38 | 9  | 15 | 14 | 29 | 37 | −8   | Descienden a la Serie C |
| 18   | Brusque              | 34   | 38 | 8  | 10 | 20 | 21 | 38 | −17  | Descienden a la Serie C |
| 19   | Operário Ferroviário | 34   | 38 | 7  | 13 | 18 | 31 | 53 | −22  | Descienden a la Serie C |
| 20   | Náutico              | 30   | 38 | 8  | 6  | 24 | 32 | 65 | −33  | Descienden a la Serie C |

 Fuente: CBF

## Evolución de la clasificación
| Jornada / Equipo     | 1   | 2   | 3   | 4   | 5   | 6  | 7  | 8  | 9  | 10  | 11  | 12  | 13  | 14  | 15  | 16  | 17 | 18 | 19 | 20 | 21 | 22 | 23 | 24 | 25 | 26 | 27 | 28 | 29 | 30 | 31 | 32 | 33 | 34 | 35 | 36 | 37 | 38 |
| Jornada / Equipo     |     |     |     |     |     |    |    |    |    |     |     |     |     |     |     |     |    |    |    |    |    |    |    |    |    |    |    |    |    |    |    |    |    |    |    |    |    |    |
| -------------------- | --- | --- | --- | --- | --- | -- | -- | -- | -- | --- | --- | --- | --- | --- | --- | --- | -- | -- | -- | -- | -- | -- | -- | -- | -- | -- | -- | -- | -- | -- | -- | -- | -- | -- | -- | -- | -- | -- |
| Cruzeiro             | 20  | 8   | 10  | 5   | 3   | 2  | 1  | 1  | 1  | 1   | 1   | 1   | 1   | 1*  | 1*  | 1*  | 1  | 1  | 1  | 1  | 1  | 1  | 1  | 1  | 1  | 1  | 1  | 1  | 1  | 1  | 1  | 1  | 1  | 1  | 1  | 1  | 1  | 1  |
| Grêmio               | 11  | 17  | 6   | 4   | 2   | 4  | 6  | 6  | 5  | 5   | 5   | 5   | 4   | 4   | 4   | 4   | 4  | 4  | 4  | 2  | 4  | 3  | 2  | 3  | 3  | 3  | 4  | 3  | 3  | 3  | 2  | 2  | 2  | 2  | 2  | 2  | 2  | 2  |
| Bahia                | 1   | 1   | 1   | 1   | 1+  | 1  | 3  | 2  | 3  | 2   | 2   | 2   | 3   | 3   | 3   | 3   | 3  | 3  | 3  | 4  | 3  | 2  | 3  | 2  | 2  | 2  | 2  | 2  | 2  | 2  | 3  | 3  | 3  | 3  | 3  | 4  | 3  | 3  |
| Vasco da Gama        | 7   | 9   | 15  | 8   | 9   | 5  | 4  | 4  | 2  | 4   | 3   | 3   | 2   | 2   | 2   | 2   | 2  | 2  | 2  | 3  | 2  | 4  | 4  | 4  | 4  | 4  | 3  | 4  | 4  | 4  | 4  | 4  | 4  | 4  | 4  | 3  | 4  | 4  |
| Sampaio Corrêa       | 17  | 16  | 5   | 10  | 11  | 17 | 11 | 12 | 8  | 8   | 12  | 9   | 10  | 13  | 10  | 11  | 10 | 6  | 9  | 7  | 8  | 8  | 7  | 7  | 9  | 10 | 12 | 12 | 12 | 12 | 10 | 9  | 6  | 7  | 6  | 8  | 7  | 5  |
| Ituano               | 9   | 12  | 2   | 9   | 5   | 9  | 7  | 11 | 14 | 16  | 18  | 14  | 14  | 16* | 14* | 16* | 14 | 15 | 16 | 13 | 12 | 12 | 9  | 11 | 10 | 7  | 8  | 10 | 6  | 7  | 6  | 5  | 7  | 6  | 8  | 5  | 5  | 6  |
| Sport Recife         | 3   | 4   | 4   | 3   | 6   | 3  | 2  | 3  | 4  | 3   | 4   | 4   | 5   | 5   | 5   | 6   | 5  | 5  | 6  | 10 | 7  | 7  | 8  | 6  | 8  | 6  | 6  | 6  | 7  | 6  | 8  | 7  | 5  | 5  | 5  | 7  | 6  | 7  |
| Criciúma             | 14* | 6*  | 8*  | 12* | 12* | 14 | 8  | 9  | 15 | 17  | 9   | 6   | 9   | 7   | 7   | 5   | 7  | 8  | 11 | 9  | 9  | 9  | 10 | 12 | 11 | 11 | 9  | 9  | 10 | 10 | 9  | 8  | 9  | 8  | 7  | 9  | 9  | 8  |
| Londrina             | 2   | 5   | 7   | 11  | 16+ | 18 | 13 | 15 | 9  | 12* | 14* | 10* | 11* | 8*  | 12* | 13* | 11 | 10 | 7  | 5  | 6  | 5  | 5  | 5  | 6  | 5  | 5  | 5  | 5  | 5  | 5  | 6  | 8  | 9  | 9  | 6  | 8  | 9  |
| Guaraní              | 18  | 18  | 20  | 14  | 15  | 16 | 17 | 18 | 20 | 20  | 20  | 19  | 18  | 19  | 19  | 19  | 18 | 19 | 19 | 18 | 18 | 18 | 19 | 17 | 19 | 18 | 19 | 18 | 19 | 16 | 16 | 14 | 13 | 14 | 13 | 11 | 11 | 10 |
| CRB                  | 13* | 13* | 19* | 20* | 20* | 20 | 20 | 19 | 13 | 13  | 17  | 11  | 12  | 9   | 11  | 10  | 9  | 9  | 10 | 8  | 10 | 10 | 12 | 9  | 7  | 8  | 11 | 7  | 8  | 9  | 11 | 12 | 11 | 10 | 10 | 10 | 10 | 11 |
| Ponte Preta          | 12  | 19  | 11  | 15  | 8   | 10 | 12 | 13 | 16 | 19  | 13  | 16  | 19  | 18  | 18  | 18  | 16 | 16 | 14 | 15 | 13 | 13 | 11 | 13 | 12 | 12 | 10 | 11 | 9  | 8  | 7  | 10 | 10 | 11 | 11 | 13 | 12 | 12 |
| Vila Nova            | 8   | 11  | 18  | 17  | 18  | 13 | 16 | 16 | 19 | 18  | 19  | 20  | 20  | 20  | 20  | 20  | 20 | 20 | 20 | 20 | 20 | 19 | 20 | 20 | 18 | 19 | 17 | 19 | 17 | 15 | 13 | 15 | 14 | 13 | 12 | 12 | 13 | 13 |
| Chapecoense          | 5   | 3   | 3   | 2   | 4   | 6  | 10 | 10 | 10 | 14* | 16* | 18* | 13* | 14* | 15* | 14* | 15 | 13 | 13 | 14 | 15 | 16 | 15 | 15 | 14 | 14 | 15 | 14 | 14 | 14 | 15 | 13 | 15 | 15 | 16 | 15 | 14 | 14 |
| Tombense             | 10  | 10  | 14  | 16  | 17  | 19 | 19 | 20 | 18 | 10  | 10  | 7   | 6   | 6   | 6   | 7   | 6  | 7  | 5  | 6  | 5  | 6  | 6  | 8  | 5  | 9  | 7  | 8  | 11 | 11 | 12 | 11 | 12 | 12 | 14 | 14 | 15 | 15 |
| Novorizontino        | 16* | 14* | 16* | 19* | 19* | 7  | 5  | 5  | 6  | 6   | 7   | 12  | 15  | 11  | 8   | 9   | 8  | 11 | 8  | 11 | 11 | 11 | 13 | 10 | 13 | 13 | 13 | 13 | 13 | 13 | 14 | 16 | 16 | 16 | 15 | 16 | 17 | 16 |
| CSA                  | 15* | 15* | 17* | 18* | 14* | 15 | 18 | 17 | 11 | 11  | 11  | 15  | 16  | 15  | 17  | 17  | 19 | 17 | 17 | 17 | 17 | 17 | 17 | 18 | 16 | 16 | 14 | 16 | 15 | 17 | 17 | 17 | 17 | 17 | 17 | 17 | 16 | 17 |
| Brusque              | 4   | 7   | 13  | 6   | 10  | 12 | 14 | 8  | 12 | 15  | 8   | 13  | 7   | 10  | 13  | 8   | 12 | 12 | 12 | 12 | 14 | 14 | 14 | 14 | 15 | 15 | 16 | 15 | 16 | 18 | 18 | 19 | 19 | 19 | 19 | 19 | 18 | 18 |
| Operário Ferroviário | 6   | 2   | 9   | 13  | 13  | 8  | 9  | 7  | 7  | 7   | 6   | 8   | 8   | 12  | 9   | 12  | 13 | 14 | 15 | 16 | 16 | 15 | 16 | 16 | 17 | 17 | 18 | 17 | 18 | 19 | 19 | 18 | 18 | 18 | 18 | 18 | 19 | 19 |
| Náutico              | 19  | 20  | 12  | 7   | 7   | 11 | 15 | 14 | 17 | 9   | 15  | 17  | 17  | 17  | 16  | 15  | 17 | 18 | 18 | 19 | 19 | 20 | 18 | 19 | 20 | 20 | 20 | 20 | 20 | 20 | 20 | 20 | 20 | 20 | 20 | 20 | 20 | 20 |

Nota 1:
* Indica la posición del equipo con un partido pendiente.

Nota 2:
+ Indica la posición del equipo con un partido extra.

## Resultados
- Los horarios corresponden a la hora local de Brasil (UTC-3).

### Primera rueda
| Jornada 1     | Jornada 1 | Jornada 1            | Jornada 1             | Jornada 1   | Jornada 1 | Jornada 1 |
| Local         | Resultado | Visitante            | Estadio               | Fecha       | Hora      |           |
| ------------- | --------- | -------------------- | --------------------- | ----------- | --------- | --------- |
| Brusque       | 1 - 0     | Guaraní              | Ressacada             | 8 de abril  | 19:00     |           |
| Vasco da Gama | 1 - 1     | Vila Nova            | São Januário          | 8 de abril  | 19:00     |           |
| Bahia         | 2 - 0     | Cruzeiro             | Arena Fonte Nova      | 8 de abril  | 21:30     |           |
| Chapecoense   | 1 - 1     | Ituano               | Arena Condá           | 9 de abril  | 16:00     |           |
| Ponte Preta   | 0 - 0     | Grêmio               | Moisés Lucarelli      | 9 de abril  | 16:30     |           |
| Sport Recife  | 1 - 0     | Sampaio Corrêa       | Ilha do Retiro        | 9 de abril  | 18:30     |           |
| Tombense      | 1 - 1     | Operário Ferroviário | Soares de Azevedo     | 9 de abril  | 21:00     |           |
| Londrina      | 2 - 0     | Náutico Recife       | Café                  | 10 de abril | 11:00     |           |
| Novorizontino | 3 - 1     | CRB                  | Jorge Ismael de Biasi | 4 de mayo   | 19:00     |           |
| CSA           | 1 - 1     | Criciúma             | Rei Pelé              | 4 de mayo   | 21:00     |           |

| Jornada 2            | Jornada 2 | Jornada 2     | Jornada 2                   | Jornada 2   | Jornada 2 | Jornada 2 |
| Local                | Resultado | Visitante     | Estadio                     | Fecha       | Hora      |           |
| -------------------- | --------- | ------------- | --------------------------- | ----------- | --------- | --------- |
| Vila Nova            | 0 - 0     | Novorizontino | Onésio Brasileiro Alvarenga | 12 de abril | 19:00     |           |
| Cruzeiro             | 1 - 0     | Brusque       | Mineirão                    | 12 de abril | 21:30     |           |
| Criciúma             | 1 - 0     | Londrina      | Heriberto Hülse             | 14 de abril | 20:00     |           |
| Grêmio               | 0 - 1     | Chapecoense   | Arena do Grêmio             | 15 de abril | 19:00     |           |
| Náutico Recife       | 0 - 1     | Bahia         | Aflitos                     | 15 de abril | 21:30     |           |
| Operário Ferroviário | 2 - 0     | Ponte Preta   | Germano Kruger              | 16 de abril | 11:00     |           |
| Ituano               | 0 - 0     | CSA           | Novelli Júnior              | 16 de abril | 16:00     |           |
| Sampaio Corrêa       | 1 - 1     | Tombense      | Castelão                    | 16 de abril | 16:30     |           |
| Guaraní              | 0 - 0     | Sport Recife  | Brinco de Ouro              | 16 de abril | 18:30     |           |
| CRB                  | 1 - 1     | Vasco da Gama | Rei Pelé                    | 16 de abril | 19:00     |           |

| Jornada 3      | Jornada 3 | Jornada 3            | Jornada 3         | Jornada 3   | Jornada 3 | Jornada 3 |
| Local          | Resultado | Visitante            | Estadio           | Fecha       | Hora      |           |
| -------------- | --------- | -------------------- | ----------------- | ----------- | --------- | --------- |
| Grêmio         | 3 - 1     | Guaraní              | Arena do Grêmio   | 21 de abril | 16:30     |           |
| Londrina       | 1 - 1     | Novorizontino        | Café              | 21 de abril | 19:00     |           |
| CSA            | 1 - 1     | Bahia                | Rei Pelé          | 22 de abril | 19:00     |           |
| Chapecoense    | 0 - 0     | Vasco da Gama        | Arena Condá       | 22 de abril | 21:30     |           |
| Criciúma       | 1 - 1     | Sport Recife         | Heriberto Hülse   | 23 de abril | 11:00     |           |
| Ponte Preta    | 1 - 0     | CRB                  | Moisés Lucarelli  | 23 de abril | 16:00     |           |
| Sampaio Corrêa | 3 - 1     | Brusque              | Castelão          | 23 de abril | 18:30     |           |
| Ituano         | 3 - 1     | Vila Nova            | Novelli Júnior    | 23 de abril | 19:00     |           |
| Tombense       | 1 - 1     | Cruzeiro             | Soares de Azevedo | 23 de abril | 19:00     |           |
| Náutico Recife | 2 - 0     | Operário Ferroviário | Aflitos           | 24 de abril | 16:00     |           |

| Jornada 4            | Jornada 4 | Jornada 4      | Jornada 4                   | Jornada 4   | Jornada 4 | Jornada 4 |
| Local                | Resultado | Visitante      | Estadio                     | Fecha       | Hora      |           |
| -------------------- | --------- | -------------- | --------------------------- | ----------- | --------- | --------- |
| Novorizontino        | 0 - 3     | Chapecoense    | Jorge Ismael de Biasi       | 26 de abril | 19:00     |           |
| Sport Recife         | 1 - 0     | Ituano         | Ilha do Retiro              | 26 de abril | 19:00     |           |
| Brusque              | 2 - 0     | CSA            | Augusto Bauer               | 26 de abril | 20:30     |           |
| Vila Nova            | 1 - 1     | Tombense       | Onésio Brasileiro Alvarenga | 26 de abril | 20:30     |           |
| Bahia                | 1 - 0     | Sampaio Corrêa | Arena Fonte Nova            | 26 de abril | 21:30     |           |
| Cruzeiro             | 1 - 0     | Londrina       | Mineirão                    | 26 de abril | 21:30     |           |
| CRB                  | 1 - 2     | Náutico Recife | Rei Pelé                    | 27 de abril | 19:00     |           |
| Operário Ferroviário | 0 - 1     | Grêmio         | Germano Kruger              | 27 de abril | 19:00     |           |
| Guaraní              | 1 - 0     | Criciúma       | Brinco de Ouro              | 27 de abril | 21:00     |           |
| Vasco da Gama        | 1 - 0     | Ponte Preta    | São Januário                | 27 de abril | 21:30     |           |

| Jornada 5      | Jornada 5 | Jornada 5            | Jornada 5         | Jornada 5   | Jornada 5 | Jornada 5 |
| Local          | Resultado | Visitante            | Estadio           | Fecha       | Hora      |           |
| -------------- | --------- | -------------------- | ----------------- | ----------- | --------- | --------- |
| Londrina       | 2 - 2     | Vila Nova            | Café              | 29 de abril | 19:00     |           |
| Ituano         | 1 - 0     | Bahia                | Novelli Júnior    | 29 de abril | 21:30     |           |
| CSA            | 1 - 0     | Sport Recife         | Rei Pelé          | 30 de abril | 16:00     |           |
| Grêmio         | 2 - 0     | CRB                  | Arena do Grêmio   | 30 de abril | 16:30     |           |
| Sampaio Corrêa | 1 - 1     | Operário Ferroviário | Castelão          | 30 de abril | 16:30     |           |
| Chapecoense    | 0 - 2     | Cruzeiro             | Arena Condá       | 30 de abril | 19:00     |           |
| Ponte Preta    | 2 - 0     | Brusque              | Moisés Lucarelli  | 30 de abril | 20:30     |           |
| Criciúma       | 1 - 1     | Novorizontino        | Heriberto Hülse   | 1 de mayo   | 11:00     |           |
| Tombense       | 1 - 1     | Vasco da Gama        | Soares de Azevedo | 1 de mayo   | 18:00     |           |
| Náutico Recife | 1 - 1     | Guaraní              | Aflitos           | 3 de mayo   | 21:30     |           |

| Jornada 6            | Jornada 6 | Jornada 6      | Jornada 6                   | Jornada 6 | Jornada 6 | Jornada 6 |
| Local                | Resultado | Visitante      | Estadio                     | Fecha     | Hora      |           |
| -------------------- | --------- | -------------- | --------------------------- | --------- | --------- | --------- |
| Bahia                | 4 - 0     | Londrina       | Arena Fonte Nova            | 3 de mayo | 19:00     |           |
| Brusque              | 0 - 0     | Chapecoense    | Augusto Bauer               | 5 de mayo | 21:30     |           |
| Vila Nova            | 2 - 0     | Náutico Recife | Onésio Brasileiro Alvarenga | 6 de mayo | 19:00     |           |
| Sport Recife         | 2 - 0     | Tombense       | Ilha do Retiro              | 6 de mayo | 21:30     |           |
| Operário Ferroviário | 2 - 0     | Criciúma       | Germano Kruger              | 7 de mayo | 16:30     |           |
| Vasco da Gama        | 1 - 0     | CSA            | São Januário                | 7 de mayo | 19:00     |           |
| Novorizontino        | 2 - 1     | Ituano         | Jorge Ismael de Biasi       | 7 de mayo | 19:00     |           |
| Guarani              | 0 - 0     | Ponte Preta    | Brinco de Ouro              | 8 de mayo | 16:00     |           |
| Cruzeiro             | 1 - 0     | Grêmio         | Independência               | 8 de mayo | 16:00     |           |
| CRB                  | 2 - 1     | Sampaio Corrêa | Rei Pelé                    | 9 de mayo | 20:00     |           |

| Jornada 7      | Jornada 7 | Jornada 7            | Jornada 7         | Jornada 7  | Jornada 7 | Jornada 7 |
| Local          | Resultado | Visitante            | Estadio           | Fecha      | Hora      |           |
| -------------- | --------- | -------------------- | ----------------- | ---------- | --------- | --------- |
| Ponte Preta    | 0 - 1     | Novorizontino        | Moisés Lucarelli  | 13 de mayo | 19:00     |           |
| Chapecoense    | 0 - 1     | Sport Recife         | Arena Condá       | 13 de mayo | 21:30     |           |
| Criciúma       | 3 - 0     | CRB                  | Heriberto Hülse   | 14 de mayo | 11:00     |           |
| Londrina       | 2 - 1     | Brusque              | Café              | 14 de mayo | 11:00     |           |
| Tombense       | 1 - 1     | Guaraní              | Soares de Azevedo | 14 de mayo | 16:00     |           |
| Sampaio Corrêa | 2 - 0     | Vila Nova            | Castelão          | 14 de mayo | 18:30     |           |
| CSA            | 0 - 0     | Operário Ferroviário | Rei Pelé          | 14 de mayo | 20:30     |           |
| Vasco da Gama  | 1 - 0     | Bahia                | São Januário      | 15 de mayo | 16:00     |           |
| Náutico Recife | 0 - 1     | Cruzeiro             | Aflitos           | 15 de mayo | 16:00     |           |
| Ituano         | 1 - 1     | Grêmio               | Novelli Júnior    | 16 de mayo | 20:00     |           |

| Jornada 8            | Jornada 8 | Jornada 8      | Jornada 8                   | Jornada 8  | Jornada 8 | Jornada 8 |
| Local                | Resultado | Visitante      | Estadio                     | Fecha      | Hora      |           |
| -------------------- | --------- | -------------- | --------------------------- | ---------- | --------- | --------- |
| Novorizontino        | 0 - 0     | Sport Recife   | Jorge Ismael de Biasi       | 17 de mayo | 21:30     |           |
| CRB                  | 1 - 0     | Londrina       | Rei Pelé                    | 18 de mayo | 21:30     |           |
| Grêmio               | 0 - 0     | Criciúma       | Arena do Grêmio             | 19 de mayo | 19:00     |           |
| Vila Nova            | 0 - 0     | Chapecoense    | Onésio Brasileiro Alvarenga | 19 de mayo | 19:00     |           |
| Náutico Recife       | 1 - 1     | CSA            | Aflitos                     | 19 de mayo | 21:30     |           |
| Guarani              | 0 - 0     | Vasco da Gama  | Arena da Amazônia           | 19 de mayo | 21:30     |           |
| Brusque              | 1 - 0     | Tombense       | Augusto Bauer               | 20 de mayo | 19:00     |           |
| Bahia                | 2 - 1     | Ponte Preta    | Arena Fonte Nova            | 20 de mayo | 21:30     |           |
| Operário Ferroviário | 3 - 2     | Ituano         | Germano Kruger              | 21 de mayo | 11:00     |           |
| Cruzeiro             | 2 - 0     | Sampaio Corrêa | Mineirão                    | 22 de mayo | 11:00     |           |

| Jornada 9      | Jornada 9 | Jornada 9            | Jornada 9         | Jornada 9  | Jornada 9 | Jornada 9 |
| Local          | Resultado | Visitante            | Estadio           | Fecha      | Hora      |           |
| -------------- | --------- | -------------------- | ----------------- | ---------- | --------- | --------- |
| Sport Recife   | 0 - 1     | CRB                  | Arena Pernambuco  | 24 de mayo | 19:00     |           |
| Ponte Preta    | 0 - 0     | Chapecoense          | Moisés Lucarelli  | 24 de mayo | 21:30     |           |
| Londrina       | 2 - 1     | Operário Ferroviário | Café              | 25 de mayo | 19:00     |           |
| Vasco da Gama  | 2 - 0     | Brusque              | São Januário      | 26 de mayo | 19:00     |           |
| Ituano         | 0 - 0     | Náutico Recife       | Novelli Júnior    | 26 de mayo | 21:30     |           |
| Tombense       | 1 - 0     | Bahia                | Soares de Azevedo | 27 de mayo | 19:00     |           |
| Criciúma       | 0 - 1     | Cruzeiro             | Heriberto Hülse   | 27 de mayo | 21:30     |           |
| CSA            | 2 - 1     | Novorizontino        | Rei Pelé          | 28 de mayo | 16:30     |           |
| Sampaio Corrêa | 2 - 1     | Guarani              | Castelão          | 28 de mayo | 19:00     |           |
| Vila Nova      | 0 - 0     | Grêmio               | Serra Dourada     | 29 de mayo | 16:00     |           |

| Jornada 10           | Jornada 10 | Jornada 10     | Jornada 10            | Jornada 10 | Jornada 10 | Jornada 10 |
| Local                | Resultado  | Visitante      | Estadio               | Fecha      | Hora       |            |
| -------------------- | ---------- | -------------- | --------------------- | ---------- | ---------- | ---------- |
| CRB                  | 0 - 0      | CSA            | Rei Pelé              | 1 de junio | 21:30      |            |
| Vasco da Gama        | 0 - 0      | Grêmio         | São Januário          | 2 de junio | 20:00      |            |
| Guarani              | 1 - 1      | Vila Nova      | Brinco de Ouro        | 2 de junio | 21:30      |            |
| Sport Recife         | 2 - 1      | Ponte Preta    | Arena Pernambuco      | 2 de junio | 21:30      |            |
| Operário Ferroviário | 1 - 2      | Cruzeiro       | Germano Kruger        | 3 de junio | 21:30      |            |
| Novorizontino        | 0 - 0      | Sampaio Corrêa | Jorge Ismael de Biasi | 4 de junio | 16:30      |            |
| Bahia                | 2 - 1      | Criciúma       | Arena Fonte Nova      | 4 de junio | 16:30      |            |
| Brusque              | 1 - 2      | Náutico Recife | Augusto Bauer         | 4 de junio | 19:00      |            |
| Tombense             | 2 - 1      | Ituano         | Soares de Azevedo     | 4 de junio | 19:00      |            |
| Chapecoense          | 0 - 3      | Londrina       | Arena Condá           | 5 de julio | 19:00      |            |

| Jornada 11     | Jornada 11 | Jornada 11           | Jornada 11                  | Jornada 11 | Jornada 11 | Jornada 11 |
| Local          | Resultado  | Visitante            | Estadio                     | Fecha      | Hora       |            |
| -------------- | ---------- | -------------------- | --------------------------- | ---------- | ---------- | ---------- |
| Guaraní        | 0 - 3      | Operário Ferroviário | Brinco de Ouro              | 6 de junio | 20:00      |            |
| Vila Nova      | 0 - 2      | Brusque              | Onésio Brasileiro Alvarenga | 7 de junio | 19:00      |            |
| Náutico Recife | 2 - 3      | Vasco da Gama        | Arruda                      | 7 de junio | 19:00      |            |
| Londrina       | 1 - 1      | Tombense             | Café                        | 7 de junio | 19:00      |            |
| Ituano         | 1 - 2      | Ponte Preta          | Novelli Júnior              | 7 de junio | 20:30      |            |
| Criciúma       | 3 - 1      | Sampaio Corrêa       | Heriberto Hülse             | 7 de junio | 20:30      |            |
| Grêmio         | 2 - 0      | Novorizontino        | Arena do Grêmio             | 7 de junio | 21:30      |            |
| CSA            | 1 - 1      | Chapecoense          | Rei Pelé                    | 7 de junio | 21:30      |            |
| Cruzeiro       | 2 - 0      | CRB                  | Mineirão                    | 8 de junio | 19:00      |            |
| Bahia          | 1 - 0      | Sport Recife         | Arena Fonte Nova            | 8 de junio | 21:30      |            |

| Jornada 12           | Jornada 12 | Jornada 12     | Jornada 12            | Jornada 12  | Jornada 12 | Jornada 12 |
| Local                | Resultado  | Visitante      | Estadio               | Fecha       | Hora       |            |
| -------------------- | ---------- | -------------- | --------------------- | ----------- | ---------- | ---------- |
| Sampaio Corrêa       | 2 - 0      | Náutico Recife | Castelão              | 10 de junio | 19:00      |            |
| Chapecoense          | 2 - 3      | Criciúma       | Arena Condá           | 10 de junio | 21:30      |            |
| Brusque              | 0 - 1      | Ituano         | Augusto Bauer         | 11 de junio | 11:00      |            |
| CRB                  | 1 - 0      | Vila Nova      | Rei Pelé              | 11 de junio | 16:30      |            |
| Ponte Preta          | 1 - 2      | Londrina       | Moisés Lucarelli      | 11 de junio | 16:30      |            |
| Operário Ferroviário | 0 - 1      | Bahia          | Germano Kruger        | 11 de junio | 18:30      |            |
| Novorizontino        | 1 - 2      | Guarani        | Jorge Ismael de Biasi | 12 de junio | 11:00      |            |
| Vasco da Gama        | 1 - 0      | Cruzeiro       | Maracaná              | 12 de junio | 16:00      |            |
| Tombense             | 2 - 1      | CSA            | Soares de Azevedo     | 12 de junio | 19:00      |            |
| Sport Recife         | 0 - 0      | Grêmio         | Arena Pernambuco      | 13 de junio | 20:00      |            |

| Jornada 13     | Jornada 13 | Jornada 13           | Jornada 13                  | Jornada 13  | Jornada 13 | Jornada 13 |
| Local          | Resultado  | Visitante            | Estadio                     | Fecha       | Hora       |            |
| -------------- | ---------- | -------------------- | --------------------------- | ----------- | ---------- | ---------- |
| Bahia          | 0 - 1      | Chapecoense          | Arena Fonte Nova            | 14 de junio | 19:00      |            |
| Cruzeiro       | 2 - 0      | Ponte Preta          | Mineirão                    | 16 de junio | 16:00      |            |
| Vila Nova      | 0 - 0      | Operário Ferroviário | Onésio Brasileiro Alvarenga | 16 de junio | 20:00      |            |
| Criciúma       | 0 - 1      | Brusque              | Heriberto Hülse             | 17 de junio | 19:00      |            |
| CRB            | 1 - 1      | Ituano               | Rei Pelé                    | 17 de junio | 21:30      |            |
| Grêmio         | 2 - 0      | Sampaio Corrêa       | Arena do Grêmio             | 18 de junio | 11:00      |            |
| Londrina       | 0 - 1      | Vasco da Gama        | Café                        | 18 de junio | 16:00      |            |
| Novorizontino  | 1 - 3      | Tombense             | Jorge Ismael de Biasi       | 18 de junio | 16:00      |            |
| Náutico Recife | 1 - 1      | Sport Recife         | Aflitos                     | 18 de junio | 18:30      |            |
| Guarani        | 0 - 0      | CSA                  | Brinco de Ouro              | 19 de junio | 11:00      |            |

| Jornada 14    | Jornada 14 | Jornada 14           | Jornada 14        | Jornada 14  | Jornada 14 | Jornada 14 |
| Local         | Resultado  | Visitante            | Estadio           | Fecha       | Hora       |            |
| ------------- | ---------- | -------------------- | ----------------- | ----------- | ---------- | ---------- |
| Chapecoense   | 1 - 2      | CRB                  | Arena Condá       | 21 de junio | 19:00      |            |
| Ponte Preta   | 0 - 0      | Sampaio Corrêa       | Moisés Lucarelli  | 23 de junio | 21:30      |            |
| CSA           | 1 - 1      | Grêmio               | Rei Pelé          | 23 de junio | 21:30      |            |
| Londrina      | 3 - 1      | Guarani              | Café              | 24 de junio | 19:00      |            |
| Vasco da Gama | 3 - 0      | Operário Ferroviário | São Januário      | 24 de junio | 19:00      |            |
| Criciúma      | 1 - 0      | Vila Nova            | Heriberto Hülse   | 25 de junio | 11:00      |            |
| Bahia         | 0 - 1      | Novorizontino        | Arena Fonte Nova  | 25 de junio | 16:00      |            |
| Sport Recife  | 0 - 0      | Brusque              | Ilha do Retiro    | 25 de junio | 18:30      |            |
| Tombense      | 1 - 1      | Náutico Recife       | Soares de Azevedo | 26 de junio | 11:00      |            |
| Ituano        | 1 - 1      | Cruzeiro             | Novelli Júnior    | 5 de julio  | 19:00      |            |

| Jornada 15           | Jornada 15 | Jornada 15    | Jornada 15                  | Jornada 15  | Jornada 15 | Jornada 15 |
| Local                | Resultado  | Visitante     | Estadio                     | Fecha       | Hora       |            |
| -------------------- | ---------- | ------------- | --------------------------- | ----------- | ---------- | ---------- |
| Sampaio Corrêa       | 2 - 0      | CSA           | Castelão                    | 27 de junio | 20:00      |            |
| Operário Ferroviário | 2 - 1      | Chapecoense   | Germano Kruger              | 27 de junio | 20:00      |            |
| Grêmio               | 1 - 0      | Londrina      | Arena do Grêmio             | 28 de junio | 19:00      |            |
| Brusque              | 0 - 2      | Bahia         | Augusto Bauer               | 28 de junio | 19:00      |            |
| Cruzeiro             | 2 - 1      | Sport Recife  | Mineirão                    | 28 de junio | 21:30      |            |
| Vila Nova            | 1 - 1      | Ponte Preta   | Onésio Brasileiro Alvarenga | 28 de junio | 21:30      |            |
| Guarani              | 0 - 2      | Ituano        | Brinco de Ouro              | 28 de junio | 21:30      |            |
| Náutico Recife       | 1 - 1      | Criciúma      | Aflitos                     | 29 de junio | 19:00      |            |
| Novorizontino        | 2 - 0      | Vasco da Gama | Jorge Ismael de Biasi       | 29 de junio | 21:30      |            |
| CRB                  | 0 - 0      | Tombense      | Rei Pelé                    | 29 de junio | 21:30      |            |

| Jornada 16     | Jornada 16 | Jornada 16           | Jornada 16       | Jornada 16 | Jornada 16 | Jornada 16 |
| Local          | Resultado  | Visitante            | Estadio          | Fecha      | Hora       |            |
| -------------- | ---------- | -------------------- | ---------------- | ---------- | ---------- | ---------- |
| Chapecoense    | 3 - 1      | Sampaio Corrêa       | Arena Condá      | 1 de julio | 19:00      |            |
| Brusque        | 2 - 0      | Operário Ferroviário | Augusto Bauer    | 1 de julio | 21:30      |            |
| Cruzeiro       | 2 - 0      | Vila Nova            | Mineirão         | 1 de julio | 21:30      |            |
| Londrina       | 0 - 0      | CSA                  | Café             | 2 de julio | 11:00      |            |
| Ituano         | 1 - 2      | Criciúma             | Novelli Júnior   | 2 de julio | 16:00      |            |
| Náutico Recife | 3 - 1      | Novorizontino        | Aflitos          | 2 de julio | 18:30      |            |
| CRB            | 1 - 1      | Guarani              | Rei Pelé         | 2 de julio | 20:30      |            |
| Ponte Preta    | 0 - 0      | Tombense             | Moisés Lucarelli | 3 de julio | 11:00      |            |
| Vasco da Gama  | 0 - 0      | Sport Recife         | Maracaná         | 3 de julio | 16:00      |            |
| Bahia          | 0 - 0      | Grêmio               | Arena Fonte Nova | 3 de julio | 16:00      |            |

| Jornada 17           | Jornada 17 | Jornada 17     | Jornada 17                  | Jornada 17 | Jornada 17 | Jornada 17 |
| Local                | Resultado  | Visitante      | Estadio                     | Fecha      | Hora       |            |
| -------------------- | ---------- | -------------- | --------------------------- | ---------- | ---------- | ---------- |
| Operário Ferroviário | 2 - 3      | CRB            | Germano Kruger              | 5 de julio | 21:30      |            |
| Novorizontino        | 1 - 0      | Brusque        | Jorge Ismael de Biasi       | 6 de julio | 21:30      |            |
| CSA                  | 0 - 1      | Ponte Preta    | Rei Pelé                    | 7 de julio | 19:00      |            |
| Vila Nova            | 1 - 1      | Bahia          | Onésio Brasileiro Alvarenga | 8 de julio | 19:00      |            |
| Grêmio               | 2 - 0      | Náutico Recife | Arena do Grêmio             | 8 de julio | 21:30      |            |
| Guarani              | 1 - 0      | Cruzeiro       | Brinco de Ouro              | 9 de julio | 11:00      |            |
| Sport Recife         | 2 - 0      | Londrina       | Ilha do Retiro              | 9 de julio | 16:00      |            |
| Tombense             | 2 - 1      | Chapecoense    | Soares de Azevedo           | 9 de julio | 16:30      |            |
| Criciúma             | 0 - 1      | Vasco da Gama  | Heriberto Hülse             | 9 de julio | 16:30      |            |
| Sampaio Corrêa       | 2 - 0      | Ituano         | Castelão                    | 9 de julio | 18:30      |            |

| Jornada 18           | Jornada 18 | Jornada 18    | Jornada 18                  | Jornada 18  | Jornada 18 | Jornada 18 |
| Local                | Resultado  | Visitante     | Estadio                     | Fecha       | Hora       |            |
| -------------------- | ---------- | ------------- | --------------------------- | ----------- | ---------- | ---------- |
| Operário Ferroviário | 0 - 0      | Sport Recife  | Germano Kruger              | 14 de julio | 18:30      |            |
| Criciúma             | 1 - 1      | Ponte Preta   | Heriberto Hülse             | 15 de julio | 19:00      |            |
| Vila Nova            | 1 - 2      | CSA           | Onésio Brasileiro Alvarenga | 15 de julio | 21:30      |            |
| Ituano               | 0 - 0      | Londrina      | Novelli Júnior              | 16 de julio | 11:00      |            |
| CRB                  | 1 - 1      | Brusque       | Rei Pelé                    | 16 de julio | 16:00      |            |
| Grêmio               | 3 - 0      | Tombense      | Arena do Grêmio             | 16 de julio | 16:30      |            |
| Sampaio Corrêa       | 3 - 1      | Vasco da Gama | Castelão                    | 16 de julio | 16:30      |            |
| Guarani              | 0 - 2      | Bahia         | Brinco de Ouro              | 16 de julio | 18:30      |            |
| Náutico Recife       | 1 - 2      | Chapecoense   | Aflitos                     | 17 de julio | 16:00      |            |
| Cruzeiro             | 2 - 1      | Novorizontino | Mineirão                    | 17 de julio | 16:00      |            |

| Jornada 19    | Jornada 19 | Jornada 19           | Jornada 19            | Jornada 19  | Jornada 19 | Jornada 19 |
| Local         | Resultado  | Visitante            | Estadio               | Fecha       | Hora       |            |
| ------------- | ---------- | -------------------- | --------------------- | ----------- | ---------- | ---------- |
| Sport Recife  | 0 - 0      | Vila Nova            | Ilha do Retiro        | 18 de julio | 20:00      |            |
| Bahia         | 1 - 1      | CRB                  | Arena Fonte Nova      | 19 de julio | 19:00      |            |
| Tombense      | 1 - 0      | Criciúma             | Soares de Azevedo     | 19 de julio | 19:00      |            |
| Londrina      | 1 - 0      | Sampaio Corrêa       | Café                  | 19 de julio | 19:00      |            |
| Brusque       | 1 - 1      | Grêmio               | Augusto Bauer         | 19 de julio | 19:00      |            |
| Vasco da Gama | 1 - 1      | Ituano               | São Januário          | 19 de julio | 21:30      |            |
| Chapecoense   | 0 - 0      | Guarani              | Arena Condá           | 20 de julio | 19:00      |            |
| CSA           | 1 - 1      | Cruzeiro             | Rei Pelé              | 20 de julio | 19:00      |            |
| Ponte Preta   | 1 - 0      | Náutico Recife       | Moisés Lucarelli      | 20 de julio | 19:00      |            |
| Novorizontino | 2 - 1      | Operário Ferroviário | Jorge Ismael de Biasi | 20 de julio | 21:30      |            |

### Segunda rueda
| Jornada 20           | Jornada 20 | Jornada 20    | Jornada 20      | Jornada 20  | Jornada 20 | Jornada 20 |
| Local                | Resultado  | Visitante     | Estadio         | Fecha       | Hora       |            |
| -------------------- | ---------- | ------------- | --------------- | ----------- | ---------- | ---------- |
| Sampaio Corrêa       | 4 - 1      | Sport Recife  | Castelão        | 22 de julio | 21:30      |            |
| Cruzeiro             | 1 - 0      | Bahia         | Mineirão        | 23 de julio | 16:00      |            |
| Grêmio               | 2 - 1      | Ponte Preta   | Arena do Grêmio | 23 de julio | 16:30      |            |
| Vila Nova            | 1 - 0      | Vasco da Gama | Serra Dourada   | 23 de julio | 16:30      |            |
| Náutico Recife       | 1 - 2      | Londrina      | Aflitos         | 23 de julio | 18:30      |            |
| Ituano               | 1 - 0      | Chapecoense   | Novelli Júnior  | 23 de julio | 19:00      |            |
| CRB                  | 2 - 1      | Novorizontino | Rei Pelé        | 23 de julio | 20:30      |            |
| Guarani              | 1 - 1      | Brusque       | Brinco de Ouro  | 24 de julio | 11:00      |            |
| Criciúma             | 2 - 1      | CSA           | Heriberto Hülse | 25 de julio | 19:00      |            |
| Operário Ferroviário | 0 - 0      | Tombense      | Germano Kruger  | 25 de julio | 19:00      |            |

| Jornada 21    | Jornada 21 | Jornada 21           | Jornada 21            | Jornada 21  | Jornada 21 | Jornada 21 |
| Local         | Resultado  | Visitante            | Estadio               | Fecha       | Hora       |            |
| ------------- | ---------- | -------------------- | --------------------- | ----------- | ---------- | ---------- |
| Chapecoense   | 0 - 0      | Grêmio               | Arena Condá           | 26 de julio | 18:30      |            |
| Vasco da Gama | 4 - 0      | CRB                  | São Januário          | 28 de julio | 19:00      |            |
| Sport Recife  | 2 - 1      | Guarani              | Ilha do Retiro        | 28 de julio | 21:30      |            |
| Bahia         | 3 - 0      | Náutico Recife       | Arena Fonte Nova      | 29 de julio | 19:00      |            |
| Tombense      | 3 - 0      | Sampaio Corrêa       | Soares de Azevedo     | 29 de julio | 21:30      |            |
| Brusque       | 0 - 0      | Cruzeiro             | Augusto Bauer         | 30 de julio | 11:00      |            |
| Londrina      | 1 - 1      | Criciúma             | Café                  | 30 de julio | 16:00      |            |
| Novorizontino | 1 - 1      | Vila Nova            | Jorge Ismael de Biasi | 30 de julio | 18:30      |            |
| Ponte Preta   | 3 - 0      | Operário Ferroviário | Moisés Lucarelli      | 30 de julio | 19:00      |            |
| CSA           | 1 - 3      | Ituano               | Rei Pelé              | 30 de julio | 20:30      |            |

| Jornada 22           | Jornada 22 | Jornada 22     | Jornada 22            | Jornada 22  | Jornada 22 | Jornada 22 |
| Local                | Resultado  | Visitante      | Estadio               | Fecha       | Hora       |            |
| -------------------- | ---------- | -------------- | --------------------- | ----------- | ---------- | ---------- |
| Vasco da Gama        | 0 - 0      | Chapecoense    | São Januário          | 31 de julio | 16:00      |            |
| Sport Recife         | 1 - 1      | Criciúma       | Ilha do Retiro        | 2 de agosto | 21:30      |            |
| Brusque              | 1 - 1      | Sampaio Corrêa | Augusto Bauer         | 4 de agosto | 19:00      |            |
| CRB                  | 1 - 1      | Ponte Preta    | Rei Pelé              | 4 de agosto | 21:30      |            |
| Operário Ferroviário | 1 - 0      | Náutico Recife | Germano Kruger        | 5 de agosto | 19:00      |            |
| Vila Nova            | 1 - 1      | Ituano         | Serra Dourada         | 5 de agosto | 19:00      |            |
| Guarani              | 1 - 2      | Grêmio         | Brinco de Ouro        | 5 de agosto | 21:30      |            |
| Bahia                | 1 - 0      | CSA            | Arena Fonte Nova      | 6 de agosto | 16:30      |            |
| Novorizontino        | 0 - 1      | Londrina       | Jorge Ismael de Biasi | 6 de agosto | 19:00      |            |
| Cruzeiro             | 2 - 0      | Tombense       | Mineirão              | 6 de agosto | 19:00      |            |

| Jornada 23     | Jornada 23 | Jornada 23           | Jornada 23        | Jornada 23   | Jornada 23 | Jornada 23 |
| Local          | Resultado  | Visitante            | Estadio           | Fecha        | Hora       |            |
| -------------- | ---------- | -------------------- | ----------------- | ------------ | ---------- | ---------- |
| Grêmio         | 5 - 1      | Operário Ferroviário | Arena do Grêmio   | 9 de agosto  | 19:00      |            |
| Ituano         | 4 - 1      | Sport Recife         | Novelli Júnior    | 9 de agosto  | 19:00      |            |
| Ponte Preta    | 3 - 1      | Vasco da Gama        | Moisés Lucarelli  | 9 de agosto  | 20:30      |            |
| CSA            | 1 - 0      | Brusque              | Rei Pelé          | 9 de agosto  | 20:30      |            |
| Londrina       | 1 - 2      | Cruzeiro             | Café              | 9 de agosto  | 21:00      |            |
| Sampaio Corrêa | 2 - 0      | Bahia                | Castelão          | 9 de agosto  | 21:30      |            |
| Tombense       | 0 - 0      | Vila Nova            | Soares de Azevedo | 9 de agosto  | 21:30      |            |
| Chapecoense    | 2 - 2      | Novorizontino        | Arena Condá       | 10 de agosto | 19:00      |            |
| Náutico Recife | 2 - 1      | CRB                  | Aflitos           | 10 de agosto | 19:00      |            |
| Criciúma       | 0 - 0      | Guarani              | Heriberto Hülse   | 10 de agosto | 21:30      |            |

| Jornada 24           | Jornada 24 | Jornada 24     | Jornada 24            | Jornada 24   | Jornada 24 | Jornada 24 |
| Local                | Resultado  | Visitante      | Estadio               | Fecha        | Hora       |            |
| -------------------- | ---------- | -------------- | --------------------- | ------------ | ---------- | ---------- |
| Vila Nova            | 0 - 0      | Londrina       | Serra Dourada         | 12 de agosto | 19:00      |            |
| Brusque              | 2 - 1      | Ponte Preta    | Augusto Bauer         | 12 de agosto | 21:30      |            |
| Bahia                | 2 - 0      | Ituano         | Arena Fonte Nova      | 12 de agosto | 21:30      |            |
| Operário Ferroviário | 1 - 1      | Sampaio Corrêa | Germano Kruger        | 13 de agosto | 11:00      |            |
| Vasco da Gama        | 3 - 1      | Tombense       | São Januário          | 13 de agosto | 11:00      |            |
| Sport Recife         | 4 - 0      | CSA            | Arena Pernambuco      | 13 de agosto | 16:00      |            |
| Cruzeiro             | 1 - 1      | Chapecoense    | Mané Garrincha        | 13 de agosto | 16:30      |            |
| Guarani              | 1 - 0      | Náutico Recife | Brinco de Ouro        | 13 de agosto | 18:30      |            |
| CRB                  | 2 - 0      | Grêmio         | Rei Pelé              | 13 de agosto | 20:30      |            |
| Novorizontino        | 3 - 1      | Criciúma       | Jorge Ismael de Biasi | 14 de agosto | 11:00      |            |

| Jornada 25     | Jornada 25 | Jornada 25           | Jornada 25        | Jornada 25   | Jornada 25 | Jornada 25 |
| Local          | Resultado  | Visitante            | Estadio           | Fecha        | Hora       |            |
| -------------- | ---------- | -------------------- | ----------------- | ------------ | ---------- | ---------- |
| Londrina       | 1 - 1      | Bahia                | Café              | 16 de agosto | 20:30      |            |
| Criciúma       | 2 - 0      | Operário Ferroviário | Heriberto Hülse   | 17 de agosto | 19:00      |            |
| CSA            | 2 - 0      | Vasco da Gama        | Rei Pelé          | 18 de agosto | 20:00      |            |
| Tombense       | 1 - 0      | Sport Recife         | Soares de Azevedo | 18 de agosto | 21:30      |            |
| Ituano         | 1 - 0      | Novorizontino        | Novelli Júnior    | 19 de agosto | 19:00      |            |
| Náutico Recife | 1 - 2      | Vila Nova            | Aflitos           | 19 de agosto | 21:30      |            |
| Ponte Preta    | 1 - 0      | Guarani              | Moisés Lucarelli  | 20 de agosto | 11:00      |            |
| Chapecoense    | 1 - 0      | Brusque              | Arena Condá       | 20 de agosto | 16:30      |            |
| Sampaio Corrêa | 1 - 2      | CRB                  | Castelão          | 20 de agosto | 19:00      |            |
| Grêmio         | 2 - 2      | Cruzeiro             | Arena do Grêmio   | 21 de agosto | 16:00      |            |

| Jornada 26           | Jornada 26 | Jornada 26     | Jornada 26                  | Jornada 26   | Jornada 26 | Jornada 26 |
| Local                | Resultado  | Visitante      | Estadio                     | Fecha        | Hora       |            |
| -------------------- | ---------- | -------------- | --------------------------- | ------------ | ---------- | ---------- |
| Sport Recife         | 1 - 0      | Chapecoense    | Ilha do Retiro              | 23 de agosto | 21:30      |            |
| Vila Nova            | 0 - 0      | Sampaio Corrêa | Onésio Brasileiro Alvarenga | 25 de agosto | 19:00      |            |
| Novorizontino        | 1 - 1      | Ponte Preta    | Jorge Ismael de Biasi       | 25 de agosto | 21:30      |            |
| Grêmio               | 0 - 1      | Ituano         | Arena do Grêmio             | 26 de agosto | 19:00      |            |
| Brusque              | 0 - 1      | Londrina       | Augusto Bauer               | 26 de agosto | 19:00      |            |
| Cruzeiro             | 4 - 0      | Náutico Recife | Independência               | 26 de agosto | 21:30      |            |
| Guaraní              | 2 - 1      | Tombense       | Brinco de Ouro              | 27 de agosto | 11:00      |            |
| CRB                  | 0 - 0      | Criciúma       | Rei Pelé                    | 27 de agosto | 16:00      |            |
| Operário Ferroviário | 0 - 0      | CSA            | Germano Kruger              | 27 de agosto | 18:30      |            |
| Bahia                | 2 - 1      | Vasco da Gama  | Arena Fonte Nova            | 28 de agosto | 16:00      |            |

| Jornada 27     | Jornada 27 | Jornada 27           | Jornada 27        | Jornada 27   | Jornada 27 | Jornada 27 |
| Local          | Resultado  | Visitante            | Estadio           | Fecha        | Hora       |            |
| -------------- | ---------- | -------------------- | ----------------- | ------------ | ---------- | ---------- |
| Chapecoense    | 1 - 2      | Vila Nova            | Arena Condá       | 29 de agosto | 20:00      |            |
| Londrina       | 1 - 0      | CRB                  | Café              | 30 de agosto | 19:00      |            |
| Sampaio Corrêa | 1 - 1      | Cruzeiro             | Castelão          | 30 de agosto | 19:00      |            |
| Sport Recife   | 1 - 0      | Novorizontino        | Ilha do Retiro    | 30 de agosto | 20:30      |            |
| Ituano         | 0 - 0      | Operário Ferroviário | Novelli Júnior    | 30 de agosto | 20:30      |            |
| Criciúma       | 2 - 0      | Grêmio               | Heriberto Hülse   | 30 de agosto | 21:30      |            |
| Tombense       | 1 - 0      | Brusque              | Soares de Azevedo | 30 de agosto | 21:30      |            |
| CSA            | 2 - 0      | Náutico Recife       | Rei Pelé          | 30 de agosto | 21:30      |            |
| Vasco da Gama  | 2 - 1      | Guaraní              | São Januário      | 31 de agosto | 19:00      |            |
| Ponte Preta    | 2 - 0      | Bahia                | Moisés Lucarelli  | 31 de agosto | 21:30      |            |

| Jornada 28           | Jornada 28 | Jornada 28     | Jornada 28            | Jornada 28      | Jornada 28 | Jornada 28 |
| Local                | Resultado  | Visitante      | Estadio               | Fecha           | Hora       |            |
| -------------------- | ---------- | -------------- | --------------------- | --------------- | ---------- | ---------- |
| Náutico Recife       | 2 - 0      | Ituano         | Aflitos               | 2 de septiembre | 19:00      |            |
| Grêmio               | 2 - 1      | Vila Nova      | Arena do Grêmio       | 2 de septiembre | 21:30      |            |
| Novorizontino        | 1 - 1      | CSA            | Jorge Ismael de Biasi | 3 de septiembre | 11:00      |            |
| Guaraní              | 3 - 0      | Sampaio Corrêa | Brinco de Ouro        | 3 de septiembre | 16:30      |            |
| Brusque              | 1 - 0      | Vasco da Gama  | Augusto Bauer         | 3 de septiembre | 16:30      |            |
| CRB                  | 2 - 0      | Sport Recife   | Rei Pelé              | 3 de septiembre | 17:00      |            |
| Bahia                | 3 - 1      | Tombense       | Arena Fonte Nova      | 3 de septiembre | 19:00      |            |
| Chapecoense          | 3 - 0      | Ponte Preta    | Arena Condá           | 3 de septiembre | 19:00      |            |
| Operário Ferroviário | 1 - 0      | Londrina       | Germano Kruger        | 3 de septiembre | 20:30      |            |
| Cruzeiro             | 1 - 1      | Criciúma       | Mineirão              | 4 de septiembre | 16:00      |            |

| Jornada 29     | Jornada 29 | Jornada 29           | Jornada 29                  | Jornada 29       | Jornada 29 | Jornada 29 |
| Local          | Resultado  | Visitante            | Estadio                     | Fecha            | Hora       |            |
| -------------- | ---------- | -------------------- | --------------------------- | ---------------- | ---------- | ---------- |
| Vila Nova      | 2 - 1      | Guarani              | Onésio Brasileiro Alvarenga | 6 de septiembre  | 21:30      |            |
| Ponte Preta    | 1 - 0      | Sport Recife         | Moisés Lucarelli            | 7 de septiembre  | 19:00      |            |
| Sampaio Corrêa | 2 - 1      | Novorizontino        | Castelão                    | 7 de septiembre  | 21:30      |            |
| Criciúma       | 0 - 0      | Bahia                | Heriberto Hülse             | 8 de septiembre  | 19:00      |            |
| Cruzeiro       | 1 - 0      | Operário Ferroviário | Mineirão                    | 8 de septiembre  | 21:30      |            |
| Náutico Recife | 1 - 0      | Brusque              | Aflitos                     | 9 de septiembre  | 21:30      |            |
| Ituano         | 3 - 0      | Tombense             | Novelli Júnior              | 10 de septiembre | 11:00      |            |
| CSA            | 1 - 1      | CRB                  | Rei Pelé                    | 10 de septiembre | 16:00      |            |
| Londrina       | 2 - 1      | Chapecoense          | Café                        | 10 de septiembre | 18:30      |            |
| Grêmio         | 2 - 1      | Vasco da Gama        | Arena do Grêmio             | 11 de septiembre | 16:00      |            |

| Jornada 30           | Jornada 30 | Jornada 30     | Jornada 30            | Jornada 30       | Jornada 30 | Jornada 30 |
| Local                | Resultado  | Visitante      | Estadio               | Fecha            | Hora       |            |
| -------------------- | ---------- | -------------- | --------------------- | ---------------- | ---------- | ---------- |
| Sport Recife         | 1 - 0      | Bahia          | Ilha do Retiro        | 12 de septiembre | 20:00      |            |
| Operário Ferroviário | 0 - 1      | Guarani        | Germano Kruger        | 13 de septiembre | 19:00      |            |
| Ponte Preta          | 1 - 1      | Ituano         | Moisés Lucarelli      | 13 de septiembre | 21:30      |            |
| Vasco da Gama        | 4 - 1      | Náutico Recife | São Januário          | 16 de septiembre | 19:00      |            |
| Novorizontino        | 2 - 0      | Grêmio         | Jorge Ismael de Biasi | 16 de septiembre | 21:30      |            |
| Tombense             | 1 - 1      | Londrina       | Soares de Azevedo     | 16 de septiembre | 21:30      |            |
| Chapecoense          | 1 - 0      | CSA            | Arena Condá           | 17 de septiembre | 11:00      |            |
| Brusque              | 0 - 1      | Vila Nova      | Augusto Bauer         | 17 de septiembre | 16:30      |            |
| Sampaio Corrêa       | 1 - 1      | Criciúma       | Castelão              | 17 de septiembre | 19:00      |            |
| CRB                  | 0 - 2      | Cruzeiro       | Rei Pelé              | 17 de septiembre | 20:30      |            |

| Jornada 31     | Jornada 31 | Jornada 31           | Jornada 31                  | Jornada 31       | Jornada 31 | Jornada 31 |
| Local          | Resultado  | Visitante            | Estadio                     | Fecha            | Hora       |            |
| -------------- | ---------- | -------------------- | --------------------------- | ---------------- | ---------- | ---------- |
| Grêmio         | 3 - 0      | Sport Recife         | Arena do Grêmio             | 20 de septiembre | 19:00      |            |
| Guaraní        | 2 - 0      | Novorizontino        | Brinco de Ouro              | 20 de septiembre | 21:30      |            |
| Cruzeiro       | 3 - 0      | Vasco da Gama        | Mineirão                    | 21 de septiembre | 21:00      |            |
| Vila Nova      | 1 - 0      | CRB                  | Onésio Brasileiro Alvarenga | 22 de septiembre | 21:30      |            |
| Náutico Recife | 1 - 3      | Sampaio Corrêa       | Aflitos                     | 23 de septiembre | 19:00      |            |
| Londrina       | 0 - 2      | Ponte Preta          | Café                        | 23 de septiembre | 21:30      |            |
| Ituano         | 2 - 0      | Brusque              | Novelli Júnior              | 24 de septiembre | 11:00      |            |
| Bahia          | 2 - 2      | Operário Ferroviário | Arena Fonte Nova            | 24 de septiembre | 18:15      |            |
| Criciúma       | 2 - 0      | Chapecoense          | Heriberto Hülse             | 25 de septiembre | 18:30      |            |
| CSA            | 2 - 0      | Tombense             | Rei Pelé                    | 26 de septiembre | 20:00      |            |

| Jornada 32           | Jornada 32 | Jornada 32     | Jornada 32        | Jornada 32       | Jornada 32 | Jornada 32 |
| Local                | Resultado  | Visitante      | Estadio           | Fecha            | Hora       |            |
| -------------------- | ---------- | -------------- | ----------------- | ---------------- | ---------- | ---------- |
| Ponte Preta          | 1 - 4      | Cruzeiro       | Moisés Lucarelli  | 28 de septiembre | 19:00      |            |
| Sport Recife         | 2 - 1      | Náutico Recife | Ilha do Retiro    | 28 de septiembre | 21:45      |            |
| Tombense             | 2 - 0      | Novorizontino  | Soares de Azevedo | 29 de septiembre | 19:00      |            |
| Vasco da Gama        | 1 - 1      | Londrina       | São Januário      | 29 de septiembre | 21:30      |            |
| CSA                  | 1 - 2      | Guaraní        | Rei Pelé          | 30 de septiembre | 19:00      |            |
| Operário Ferroviário | 1 - 1      | Vila Nova      | Germano Kruger    | 30 de septiembre | 19:00      |            |
| Sampaio Corrêa       | 2 - 1      | Grêmio         | Castelão          | 30 de septiembre | 19:00      |            |
| Chapecoense          | 3 - 1      | Bahia          | Arena Condá       | 30 de septiembre | 21:30      |            |
| Brusque              | 0 - 2      | Criciúma       | Augusto Bauer     | 1 de octubre     | 11:00      |            |
| Ituano               | 1 - 0      | CRB            | Novelli Júnior    | 1 de octubre     | 18:30      |            |

| Jornada 33           | Jornada 33 | Jornada 33    | Jornada 33                  | Jornada 33   | Jornada 33 | Jornada 33 |
| Local                | Resultado  | Visitante     | Estadio                     | Fecha        | Hora       |            |
| -------------------- | ---------- | ------------- | --------------------------- | ------------ | ---------- | ---------- |
| Guarani              | 1 - 0      | Londrina      | Brinco de Ouro              | 3 de octubre | 20:00      |            |
| Sampaio Corrêa       | 2 - 1      | Ponte Preta   | Castelão                    | 3 de octubre | 20:00      |            |
| CRB                  | 2 - 1      | Chapecoense   | Rei Pelé                    | 4 de octubre | 19:00      |            |
| Brusque              | 0 - 1      | Sport Recife  | Augusto Bauer               | 4 de octubre | 19:00      |            |
| Operário Ferroviário | 2 - 3      | Vasco da Gama | Germano Kruger              | 4 de octubre | 19:00      |            |
| Grêmio               | 2 - 0      | CSA           | Arena do Grêmio             | 4 de octubre | 19:00      |            |
| Vila Nova            | 1 - 0      | Criciúma      | Onésio Brasileiro Alvarenga | 4 de octubre | 19:00      |            |
| Náutico Recife       | 4 - 3      | Tombense      | Aflitos                     | 4 de octubre | 21:30      |            |
| Novorizontino        | 1 - 1      | Bahia         | Jorge Ismael de Biasi       | 4 de octubre | 21:30      |            |
| Cruzeiro             | 1 - 1      | Ituano        | Mineirão                    | 5 de octubre | 21:30      |            |

| Jornada 34    | Jornada 34 | Jornada 34           | Jornada 34        | Jornada 34   | Jornada 34 | Jornada 34 |
| Local         | Resultado  | Visitante            | Estadio           | Fecha        | Hora       |            |
| ------------- | ---------- | -------------------- | ----------------- | ------------ | ---------- | ---------- |
| Criciúma      | 2 - 1      | Náutico Recife       | Heriberto Hülse   | 7 de octubre | 19:00      |            |
| CSA           | 0 - 0      | Sampaio Corrêa       | Rei Pelé          | 7 de octubre | 21:30      |            |
| Chapecoense   | 1 - 1      | Operário Ferroviário | Arena Condá       | 8 de octubre | 11:00      |            |
| Bahia         | 1 - 0      | Brusque              | Arena Fonte Nova  | 8 de octubre | 16:00      |            |
| Londrina      | 1 - 1      | Grêmio               | Café              | 8 de octubre | 16:30      |            |
| Ituano        | 2 - 1      | Guarani              | Novelli Júnior    | 8 de octubre | 18:30      |            |
| Vasco da Gama | 3 - 0      | Novorizontino        | São Januário      | 8 de octubre | 18:30      |            |
| Tombense      | 1 - 2      | CRB                  | Soares de Azevedo | 8 de octubre | 18:30      |            |
| Ponte Preta   | 1 - 1      | Vila Nova            | Moisés Lucarelli  | 8 de octubre | 19:00      |            |
| Sport Recife  | 3 - 1      | Cruzeiro             | Ilha do Retiro    | 9 de octubre | 16:00      |            |

| Jornada 35           | Jornada 35 | Jornada 35     | Jornada 35                  | Jornada 35    | Jornada 35 | Jornada 35 |
| Local                | Resultado  | Visitante      | Estadio                     | Fecha         | Hora       |            |
| -------------------- | ---------- | -------------- | --------------------------- | ------------- | ---------- | ---------- |
| Guarani              | 1 - 0      | CRB            | Brinco de Ouro              | 11 de octubre | 19:00      |            |
| Sampaio Corrêa       | 2 - 1      | Chapecoense    | Castelão                    | 11 de octubre | 21:30      |            |
| Operário Ferroviário | 0 - 0      | Brusque        | Germano Kruger              | 13 de octubre | 21:30      |            |
| CSA                  | 0 - 1      | Londrina       | Rei Pelé                    | 14 de octubre | 19:00      |            |
| Vila Nova            | 1 - 0      | Cruzeiro       | Onésio Brasileiro Alvarenga | 14 de octubre | 20:30      |            |
| Novorizontino        | 6 - 0      | Náutico Recife | Jorge Ismael de Biasi       | 14 de octubre | 21:30      |            |
| Tombense             | 0 - 0      | Ponte Preta    | Soares de Azevedo           | 15 de octubre | 16:30      |            |
| Criciúma             | 3 - 0      | Ituano         | Heriberto Hülse             | 15 de octubre | 19:00      |            |
| Sport Recife         | 1 - 1      | Vasco da Gama  | Ilha do Retiro              | 16 de octubre | 16:00      |            |
| Grêmio               | 1 - 1      | Bahia          | Arena do Grêmio             | 16 de octubre | 16:00      |            |

| Jornada 36     | Jornada 36 | Jornada 36           | Jornada 36       | Jornada 36    | Jornada 36 | Jornada 36 |
| Local          | Resultado  | Visitante            | Estadio          | Fecha         | Hora       |            |
| -------------- | ---------- | -------------------- | ---------------- | ------------- | ---------- | ---------- |
| Brusque        | 2 - 2      | Novorizontino        | Augusto Bauer    | 18 de octubre | 19:00      |            |
| Cruzeiro       | 0 - 1      | Guarani              | Mineirão         | 18 de octubre | 21:30      |            |
| Ponte Preta    | 0 - 2      | CSA                  | Moisés Lucarelli | 20 de octubre | 21:30      |            |
| Chapecoense    | 3 - 2      | Tombense             | Arena Condá      | 21 de octubre | 19:15      |            |
| CRB            | 2 - 1      | Operário Ferroviário | Rei Pelé         | 21 de octubre | 21:30      |            |
| Londrina       | 2 - 1      | Sport Recife         | Café             | 22 de octubre | 16:30      |            |
| Vasco da Gama  | 2 - 1      | Criciúma             | São Januário     | 22 de octubre | 16:30      |            |
| Bahia          | 1 - 1      | Vila Nova            | Arena Fonte Nova | 22 de octubre | 16:30      |            |
| Ituano         | 1 - 0      | Sampaio Corrêa       | Novelli Júnior   | 22 de octubre | 16:30      |            |
| Náutico Recife | 0 - 3      | Grêmio               | Aflitos          | 23 de octubre | 16:00      |            |

| Jornada 37    | Jornada 37 | Jornada 37           | Jornada 37            | Jornada 37    | Jornada 37 | Jornada 37 |
| Local         | Resultado  | Visitante            | Estadio               | Fecha         | Hora       |            |
| ------------- | ---------- | -------------------- | --------------------- | ------------- | ---------- | ---------- |
| Brusque       | 0 - 0      | CRB                  | Augusto Bauer         | 25 de octubre | 19:00      |            |
| CSA           | 1 - 0      | Vila Nova            | Rei Pelé              | 25 de octubre | 21:30      |            |
| Novorizontino | 1 - 4      | Cruzeiro             | Jorge Ismael de Biasi | 27 de octubre | 19:00      |            |
| Vasco da Gama | 2 - 3      | Sampaio Corrêa       | São Januário          | 27 de octubre | 21:45      |            |
| Londrina      | 0 - 2      | Ituano               | Café                  | 28 de octubre | 19:00      |            |
| Sport Recife  | 5 - 1      | Operário Ferroviário | Arena Pernambuco      | 28 de octubre | 19:00      |            |
| Bahia         | 1 - 1      | Guarani              | Arena Fonte Nova      | 28 de octubre | 19:00      |            |
| Tombense      | 2 - 2      | Grêmio               | Soares de Azevedo     | 28 de octubre | 19:00      |            |
| Ponte Preta   | 1 - 1      | Criciúma             | Moisés Lucarelli      | 28 de octubre | 21:30      |            |
| Chapecoense   | 1 - 0      | Náutico Recife       | Arena Condá           | 29 de octubre | 19:00      |            |

| Jornada 38           | Jornada 38 | Jornada 38    | Jornada 38                  | Jornada 38     | Jornada 38 | Jornada 38 |
| Local                | Resultado  | Visitante     | Estadio                     | Fecha          | Hora       |            |
| -------------------- | ---------- | ------------- | --------------------------- | -------------- | ---------- | ---------- |
| Grêmio               | 3 - 0      | Brusque       | Arena do Grêmio             | 3 de noviembre | 20:00      |            |
| Náutico Recife       | 0 - 1      | Ponte Preta   | Aflitos                     | 4 de noviembre | 21:30      |            |
| Criciúma             | 2 - 0      | Tombense      | Heriberto Hülse             | 5 de noviembre | 16:00      |            |
| Sampaio Corrêa       | 2 - 1      | Londrina      | Castelão                    | 5 de noviembre | 18:00      |            |
| Guaraní              | 1 - 0      | Chapecoense   | Brinco de Ouro              | 6 de noviembre | 16:00      |            |
| Ituano               | 0 - 1      | Vasco da Gama | Novelli Júnior              | 6 de noviembre | 18:30      |            |
| CRB                  | 1 - 2      | Bahia         | Rei Pelé                    | 6 de noviembre | 18:30      |            |
| Vila Nova            | 0 - 0      | Sport Recife  | Onésio Brasileiro Alvarenga | 6 de noviembre | 18:30      |            |
| Cruzeiro             | 3 - 2      | CSA           | Mineirão                    | 6 de noviembre | 18:30      |            |
| Operário Ferroviário | 0 - 3      | Novorizontino | Germano Kruger              | 6 de noviembre | 18:30      |            |

## Goleadores
| Jugador           | Equipo         | Goles |
| ----------------- | -------------- | ----- |
| Gabriel Poveda    | Sampaio Corrêa | 19    |
| Lucca             | Ponte Preta    | 15    |
| Diego Souza       | Grêmio         | 14    |
| Edu               | Cruzeiro       | 11    |
| Rafael Elias      | Ituano         | 10    |
| Ciel              | Tombense       | 10    |
| Raniel            | Vasco da Gama  | 10    |
| Hygor             | Criciúma       | 10    |
| Anselmo Ramon     | CRB            | 9     |
| Matheus Davó      | Bahia          | 9     |
| Rodrigo Rodrigues | CSA            | 9     |
| Ygor Catatau      | Sampaio Corrêa | 9     |
| Ronaldo           | Novorizontino  | 9     |